# سي شاداو (سفينة)
سفينة سي شادو أو ظل البحر (بالإنجليزية: Sea Shadow (IX-529))‏ هي سفينة حربية أمريكية الصنع وتابعة لبحرية الولايات المتحدة. تم صنعها لاستعمالها في البحوث المتعلقة بتطبيق تقنية التخفي على السفن. انتجتها شركة لوكهيد لصالح البحرية الأمريكية، تم إنتاج السفينة عام 1985 م وتم استخدامها بطريقة سرية منذ ذللك التاريخ حتى عام 1993 م حيث ظهرت للعلن. تم إخراجها من الخدمة سنة 2006 وبعد أخذ التقنيات السرية والمهمة منهة سوف يتم بيع الهيكل.